# Alcover
|  | Per a altres significats, vegeu «Alcover (desambiguació)». |

Alcover és una vila i municipi de Catalunya a la banda occidental de la comarca de l'Alt Camp, als peus de les Muntanyes de Prades. És creuat pel riu Glorieta, afluent del riu Francolí, que travessa també part del terme. Alcover és a 243 metres sobre el nivell del mar. Des del seu majestuós campanar de l'Església de Nostra Senyora de l'Assumpció o Església Nova, s'hi pot veure tota la plana del Camp de Tarragona, inclosa la mar Mediterrània.

## Geografia
- Llista de topònims d'Alcover (Orografia: muntanyes, serres, collades, indrets..; hidrografia: rius, fonts...; edificis: cases, masies, esglésies, etc).

## Història
S'han trobat vestigis de construccions de l'època de l'Imperi Romà. Els musulmans varen fortificar l'enclavament però només resten runes de torres de guaita que hi varen construir. El 1127 Ramon Berenguer III i Oleguer de Barcelona prengueren la ciutat als almohades, s'inicià la repoblació per butlla papal signada per Anastasi IV el 25 de març de 1154, i el 1166 va tenir carta de poblament atorgada per Alfons el Cast.
Va pertànyer a la vegueria de Tarragona fins al 1716. Després va formar part del corregiment de Tarragona des del 1716 fins al 1833.
Es varen construir muralles entre 1316 i 1360. Aquestes muralles medievals varen ser enderrocades l'any 1464 durant la Guerra civil catalana del segle xv entre la Generalitat i el monarca Joan II d'Aragó que retenia el seu fill, el príncep de Viana, que la Generalitat patrocinava. Actualment, el Carrer de la Bretxa d'aquesta població és situat en el lloc on el 21 d'agost d'aquell any els canons varen iniciar-ne l'enderrocament.
L'any 1809, durant la Guerra del Francès al terme d'Alcover hi esdevingué la famosa Batalla del Pont de Goi.
L'any 1863 s'inaugura l'estació de ferrocarril de la línia Tarragona-Lleida de la companyia MZA que va impulsar les millores per la població.
L'any 1903 la propera central hidroelèctrica del Glorieta començà a subministrar electricitat al poble.

## Demografia (2019)
| Entitat de població   | Habitants (2023) |
| Alcover               | 4.222            |
| Serradalt             | 359              |
| Residencial del Remei | 213              |
| Masies Catalanes      | 171              |
| la Cabana             | 107              |
| Mas de Gassol         | 93               |
| el Mas de Llorenç     | 47               |
| Camí dels Muntanyants | 38               |
| Mas del Cano          | 16               |
| la Plana              | 9                |
| la Burquera           | 3                |
| Font: Idescat         |                  |

| 1497 f | 1515 f | 1553 f | 1717  | 1787  | 1857  | 1877  | 1887  | 1900  | 1910  |
| ------ | ------ | ------ | ----- | ----- | ----- | ----- | ----- | ----- | ----- |
| 122    | 119    | 242    | 1.006 | 2.847 | 3.226 | 3.026 | 2.832 | 1.953 | 2.235 |

| 1920  | 1930  | 1940  | 1950  | 1960  | 1970  | 1981  | 1990  | 1992  | 1994  |
| ----- | ----- | ----- | ----- | ----- | ----- | ----- | ----- | ----- | ----- |
| 2.899 | 2.760 | 2.512 | 2.458 | 2.643 | 3.259 | 3.425 | 3.530 | 3.386 | 3.386 |

| 1996  | 1998  | 2000  | 2002  | 2004  | 2006  | 2008  | 2010  | 2012  | 2014  |
| ----- | ----- | ----- | ----- | ----- | ----- | ----- | ----- | ----- | ----- |
| 3.523 | 3.664 | 3.787 | 4.042 | 4.315 | 4.500 | 4.962 | 5.204 | 5.143 | 5.131 |

| 2016  | 2018  | 2020  | 2022  | 2024  | 2026 | 2028 | 2030 | 2032 | 2034 |
| ----- | ----- | ----- | ----- | ----- | ---- | ---- | ---- | ---- | ---- |
| 5.095 | 5.108 | 5.144 | 5.290 | 5.348 | -    | -    | -    | -    | -    |

## Economia
El 1965 la renda anual mitjana per càpita) era de 25,285 pessetes (151,97 euros). El 1983 el terme municipal d'Alcover comptava amb unes 143 explotacions agràries d'entre 0 i 5 hectàrees i unes 98 d'entre 5 i 50 hectàrees.
A hores d'ara, però, les coses a la vila han canviat, com la renda familiar disponible bruta, que al 2015 era de 16.200 euros/habitant. L'any 2009, la superfície agrícola utilitzada (SAU), entre terres llaurades (99%) i les pastures permanents (1%), sumen un total de 1.338 hectàrees.

## Política i govern

### Composició de la Corporació Municipal
El Ple de l'Ajuntament està format per 13 regidors. En les eleccions municipals de 28 de maig de 2023 foren elegits 11 regidors d'Alcoverencs pel Canvi (ApC) i 2 d'Esquerra Republicana de Catalunya - Acord Municipal (ERC-AM). El Partit dels Socialistes de Catalunya - Candidatura de Progrés (PSC-CP) varen quedar sense representació.
| Eleccions municipals de 28 de maig de 2023 - Alcover                                                               |                                                               |                                     |                                     |        |          |          |
| Candidatura | Candidatura                                                   | Candidatura                         | Cap de llista                       | Vots   | Vots     | Regidors |
| | Alcoverencs pel Canvi                                         |                                     | Robert Figueras i Roca              | 1.638  | 77,26%   | 11 (+4)  |
| | Esquerra Republicana de Catalunya - Acord Municipal           |                                     | Joan Cavallé i Roca                 | 292    | 13,77%   | 2 (+1)   |
| | Partit dels Socialistes de Catalunya - Candidatura de Progrés |                                     | Elisabet Rut Castellví i Guzmán     | 114    | 5,37%    | 0 ()     |
| | Altres candidatures                                           |                                     |                                     | -      | 0,00%    | 0 ( -5)  |
| | Vots en blanc                                                 |                                     |                                     | 76     | 3,58%    |          |
| Total vots vàlids i regidors                                                                                       | Total vots vàlids i regidors                                  | Total vots vàlids i regidors        | Total vots vàlids i regidors        | 2.120  | 100 %    | 13       |
| | Vots nuls                                                     | Vots nuls                           | Vots nuls                           | 71     | 3,24%    |          |
| Participació (vots vàlids més nuls)                                                                                | Participació (vots vàlids més nuls)                           | Participació (vots vàlids més nuls) | Participació (vots vàlids més nuls) | 2.191  | 56,38%** |          |
| Abstenció | Abstenció                                                     | Abstenció                           | Abstenció                           | 1.695* | 43,62%** |          |
| Total cens electoral                                                                                               | Total cens electoral                                          | Total cens electoral                | Total cens electoral                | 3.886* | 100 %**  |          |
| Batlle: Robert Figueras i Roca (ApC) (13/06/2015) Per majoria absoluta dels vots dels regidors (11 vots d'ApC)     |                                                               |                                     |                                     |        |          |          |
| Fonts: Junta Electoral de Zona de Valls (* No són vots sinó electors. ** Percentatge respecte del cens electoral.) |                                                               |                                     |                                     |        |          |          |

#### Composició històrica
Nombre de regidors per partit
| Junts | -  | -  | -  | -      | -  | -  | -  | -  | -  | -  | 1  | -  |
| PSC | -  | -  | 4  | 2      | 3  | 1  | 8e | 8e | -  | -  | -  | 0  |
| PP | -  | -  | -  | -      | 1  | 0  | -  | -  | 0  | 0  | 0  | -  |
| ERC | 2  | 3  | -  | -      | -  | 1  | 1  | 1  | -  | 1  | 1  | 2  |
| CUP | -  | -  | -  | -      | -  | -  | -  | -  | -  | 3  | 4  | -  |
| APC | -  | -  | -  | -      | -  | 5  | -  | -  | 8  | 7  | 7  | 11 |
| CiU | 5  | 7  | 7  | 6      | 7  | 4  | 2  | 2  | 3  | 0  | -  | -  |
| PSUC | -  | 1  | -  | -      | -  | -  | -  | -  | -  | -  | -  | -  |
| Altres | 4a | -  | -  | 3b; 0c | -  | -  | -  | -  | 2d | 2d | -  | -  |
| Total | 11 | 11 | 11 | 11     | 11 | 11 | 11 | 11 | 13 | 13 | 13 | 13 |
| a Agrupació d'Alcoverencs; b Veïns d'Alcover Independents; c Joventuts Unides per Alcover; d SI; e Candidatura en coalició amb APC. |    |    |    |        |    |    |    |    |    |    |    |    |

### Alcaldia
Des de 2015, el batlle d'Alcover és Robert Figueras i Roca, d'Alcoverencs pel Canvi (ApC).
| Període                         | Alcalde o alcaldessa   | Partit polític                  | Data de possessió | Observacions |
| ------------------------------- | ---------------------- | ------------------------------- | ----------------- | ------------ |
| 1979–1983                       | Joan Prats i Cavallé   | Logotip de Ciu                  | 19/04/1979        | --           |
| 1983–1987                       | Joan Prats i Cavallé   | Logotip de Ciu                  | 28/05/1983        | --           |
| 1987–1991                       | Carles Vidal i Bové    | Logotip de Ciu                  | 30/06/1987        | --           |
| 1991–1995                       | Carles Vidal i Bové    | Logotip de Ciu                  | 15/06/1991        | --           |
| 1995–1999                       | Carles Vidal i Bové    | Logotip de Ciu                  | 17/06/1995        | --           |
| 1999–2003                       | Anton Ferré i Fons     | Logotip d'Alcoverencs pel Canvi | 03/07/1999        | --           |
| 2003–2007                       | Anton Ferré i Fons     | Logotip d'Alcoverencs pel Canvi | 14/06/2003        | --           |
| 2007–2011                       | Anton Ferré i Fons     | Logotip d'Alcoverencs pel Canvi | 16/06/2007        | --           |
| 2011–2015                       | Anton Ferré i Fons     | Logotip d'Alcoverencs pel Canvi | 11/06/2011        | --           |
| 2015–2019                       | Robert Figueras i Roca | Logotip d'Alcoverencs pel Canvi | 13/06/2015        | --           |
| 2019-2023                       | Robert Figueras i Roca | Logotip d'Alcoverencs pel Canvi | 15/06/2019        | --           |
| Des de 2023                     | Robert Figueras i Roca | Logotip d'Alcoverencs pel Canvi | 17/06/2023        | --           |
| Fonts: Banc de dades de Municat |                        |                                 |                   |              |

## Monuments

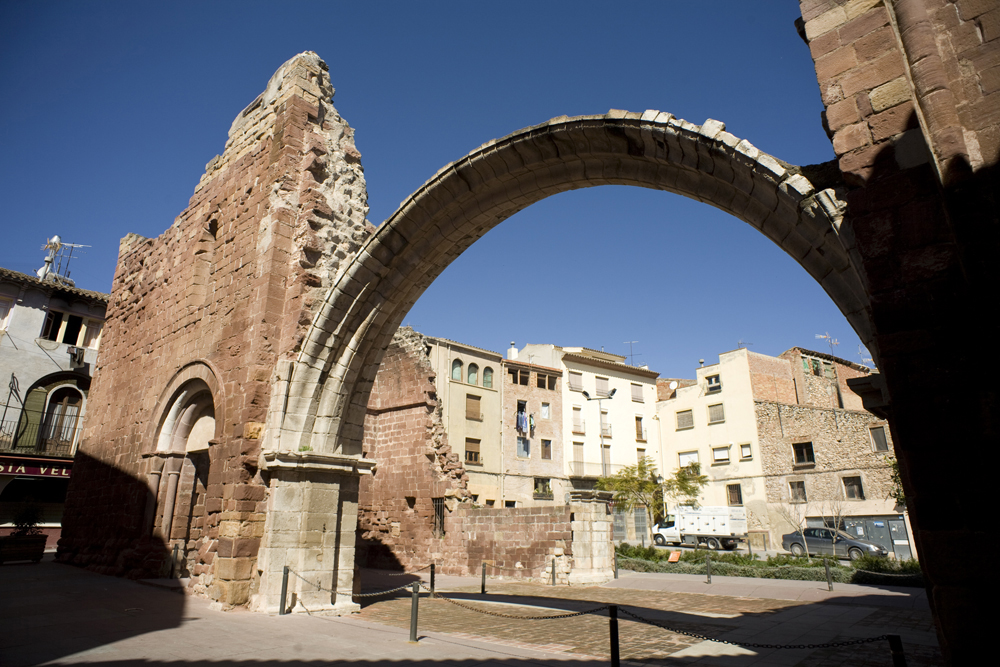
Església Vella o de la Puríssima Sang

A Alcover hi ha diversos monuments declarats béns culturals d'interès nacional: Les muralles i vila medievals, de les quals es conserva part de les muralles (fragments i portals) medievals així com carrers, torres i cases d'aquesta època; el mas Mont-ravà fortificat amb torres de defensa; l'Església Vella o de la Puríssima Sang, romànica del segle xii; el convent de Santa Anna.
Altres llocs destacats són el pont medieval sobre el riu de Glorieta; la Casa de la Vila, amb façana renaixentista; així com diverses cases renaixentistes; la plaça porticada; el Museu municipal d'Alcover; el Convent de Santa Anna d'Alcover; l'Ermita del Remei i l'Ermita de les Virtuts, ambdues d'estil barroc; la Casa Domingo, edifici modernista (1919) obra de Cèsar Martinell; el barri jueu; l'Església Nova i els Molins de Tarrés. Hi ha altres edificis com el Mas de Bessó.
Les Barraques de pedra seca d'Alcover són un conjunt de construccions de pedra repartides pel terme municipal d'Alcover (Alt Camp) incloses en l'Inventari del Patrimoni Arquitectònic de Catalunya.

## Fills il·lustres de la vila

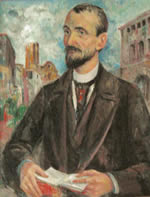
Cosme Vidal i Rosich (escriptor alcoverenc), conegut com a Josep Aladern

Alcover ha tingut diversos fills il·lustres al llarg dels anys, els últims són aquests. D'altres possibles anteriors no se'n té documentació.
- Ramon Barberà i Boada (Bisbe Barberà), eclesiàstic, bisbe (1847 - 1924)

- Cosme Vidal i Rosich (Josep Aladern), escriptor (1869 - 1918)
- Maria Domènec de Cañellas, poetessa, escriptora i sociòloga (1876 - 1952)
- Plàcid Vidal i Rosich, novel·lista, poeta i biògraf (1881 - 1938)
- Antoni Isern i Arnau, poeta (1883 - 1906)
- Francesc Gelambí, músic i compositor (s. XIX)
- Anton Català i Gomis, pintor (1911 - 1970)